# Fight Club (roman)
|  | Denne artikel handler om Chuck Palahniuks roman fra 1996. For filmatiseringen, se Fight Club (film) |
Fight Club er en roman af den amerikanske forfatter Chuck Palahniuk. Den blev udgivet i 1996. I 1999 blev den filmatiseret af David Fincher. 
Bogens tema minder stærkt om Robert Louis Stevensons klassiker Dr Jekyll og Mr Hyde.   
Handlingens største mysterium er måske, om kvindefiguren Marla er virkelig, eller endnu et udslag af hovedpersonens indbildningskraft. 

## Handling
Denne labyrintagtige spændingsroman tager sit handlingsmæssige udgangspunkt i afslutningsscenen. Tyler Durden skubber et pistolløb ind mellem tænderne på fortælleren, og fortæller ham, at de vil blive legender. De vil aldrig blive gamle. Fortællerens mange tanker flyver gennem hans hoved, kapitlet afsluttes, og vi er pludselig flere måneder tilbage i tiden. 
Hovedpersonen og fortælleren i Fight Club er en unavngivet ung mand. Han har "alt"; velpudsede møbler fra IKEA, krydderier på hylderne, Alle-bestikket, et velbetalt kontorjob og Calvin Klein-skjorter. Denne navnløse fortæller finder ud af, at alt er gjort før (Intet er nyt under solen...), og at den verden, hans generation er i færd med at overtage, er besudlet af ekstrem forurening og hensynsløshed. Hans personlighedskrise påfører ham en søvnløshed, der hverken kan lindres af psykologhjælp eller medicin. Dét, der skal til, er at slås med andre mænd. Derfor stifter han en kampklub for mænd, der har brug for at bekræfte deres eksistens ved at slås. Sammen med sin makker Tyler Durden laver de syv regler, som deltagerne af kampklubben skal overholde. Blandt andet må man ikke tale om kampklubben; man skal stoppe kampen, hvis der bliver råbt "stop"; og hvis det er ens første aften i kampklubben, skal man slås.  
Fortælleren og Tyler finder hurtigt ud af, at de ikke er alene. Mænd fra hele USA tager imod kampklubben med kyshånd, og der bliver stiftet nye afdelinger landet over. Alle disse mænd føler den samme tomhed og frustration over den verden, de er nødt til at leve i. Deltagerne ender som en hær, som Tyler og fortælleren har i deres hule hånd. Denne "hær" bruger de til at udføre en række terrorangreb uden tab af menneskeliv, i den hensigt at åbne folks øjne for tomheden i at være reduceret til forbrugere.